# Estrella en la montaña
La Estrella en la montaña (en inglés: The Star on the Mountain) es un monumento en forma de estrella lumínica localizado en la sierra de los Mansos en El Paso (Texas), financiado por la Cámara de Comercio de El Paso. Se encendió por primera vez en la Navidad de 1940 y su objetivo era recordar a las personas de la cercana frontera entre México y Estados Unidos durante la temporada festiva.

## Características
Mide 140 metros de alto y 85 de ancho y está compuesto por 459 bombillas ordenadas en un ángulo de 30 grados. Los postes tienen una altura que va de los 3.7 a los 4.6 metros. Se encuentra a unos 91 metros sobre Scenic Drive, una localización destacada de El Paso para tomar fotografía del paisaje urbano, y es visible desde el aire a una distancia de 160 kilómetros y desde el suelo a entre 40 y 56 kilómetros. En 1981, el costo de su iluminación era de unos ocho dólares por noche, cifra que se duplicó para 1992; tales gastos corrían a cargo de El Paso Electric por medio de una cantidad agregada a las facturas de electricidad.

## Historia

### SigloXX

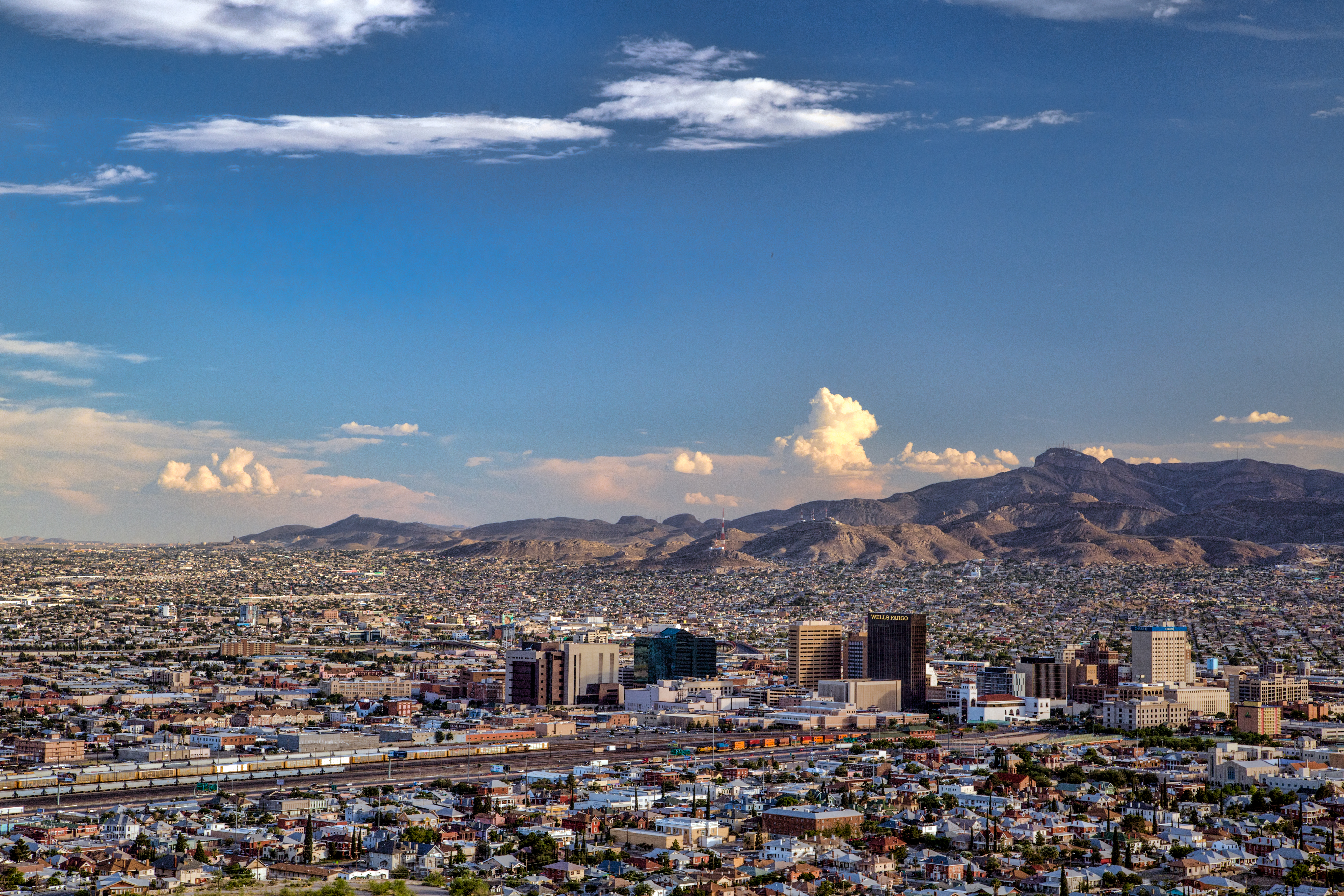
Vista de El Paso desde Scenic Drive

Construida por El Paso Electric Company con la intención de contribuir «en algo a la apariencia festiva de [la] ciudad durante la temporada navideña», la estrella original tenía unos quince metros de alto y estaba conformada por más de trescientas lámparas azules. Su primer encendido se llevó a a cabo el 29 de noviembre de 1940 a las 18:10 horas. Poco después, se construyó otra estructura más resistente, también con trescientas luces, de 123 por 91 metros.
En 1941, se agregaron cincuenta focos más para llenar los espacios oscuros; seis años después, en diciembre, se reconstruyó luego de sufrir daños por una tormenta. Es visible desde el aire desde una distancia de hasta 160 km. El nuevo monumento estaba conformado por 459 lámparas de 150 vatios y medía 140 largo por 85 de ancho. Su mayor longitud era para permitir la distorsión causada al verlo desde el suelo. Por otra parte, se le ha comparado con la parecida Roanoke Star, en Roanoke (Virginia).
Salvo dos excepciones, durante cincuenta años se encendió exclusivamente durante la temporada navideña. Sin embargo, a partir de 1979, se prendió por 444 noches para apoyar a los rehenes estadounidenses durante la crisis en Irán. Una vez liberados, retornó a su periodo habitual decembrino. Igualmente, se encendió todas las noches desde diciembre de 1990 hasta el 21 de agosto de 1991, día en que el último soldado de Fort Bliss regresó de la Guerra del Golfo. No hay registros claros que indiquen que haya sido prendida anualmente desde 1940 durante la Segunda Guerra Mundial, pero, por lo general, se ha consensuado entre los habitantes de El Paso, de que el encendido sea en cada temporada navideña hasta la fecha.
Como parte de una carrera internacional por la Tierra de Unicef, el 14 de diciembre de 1986, el atleta tanzano Suleiman Nyambui le entregó una llama al presidente de El Paso Electric Company, Evern Wall, quien la introdujo en un recipiente ceremonial a las 18:00 y, al mismo tiempo, encendió el monumento. Más tarde, en noviembre de 1993, un proyecto en conjunto entre las compañías Gran Cámara de Comercio de El Paso y El Paso Electric Company llevaron a cabo de que se prendiera todas las noches; aunque muchos residentes de El Paso en un inicio estaban en contra de la idea. El proyecto también permitió que las personas patrocinaran su encendido en honor a un ser querido o por una ocasión especial.

### SigloXXI
En 2007, se gastaron 32 000 dólares para su remodelación, que incluyó la instalación de nuevo cableado, dispositivos de iluminación, mejores bombillas y un sistema de radiofrecuencia que permitía el control remoto del monumento desde una computadora o un teléfono celular, y evitaría trasladar a un equipo físicamente de manera frecuente. Dos años después, el gobierno local se hizo cargo del sitio, luego de que el ayuntamiento votara por aceptar la donación de la Cámara de Comercio de El Paso del equipo y logotipo. En 2010, se aprobó un contrato de arrendamiento por cincuenta años con la empresa 88 Investments Inc., propietaria del terreno en el que se encuentra el monumento; en lugar del pago de alquiler, la ciudad gastaría unos 1200 dólares anuales de impuestos en los alrededores. En octubre de 2021, la estrella se iluminó de color rojo brillante para celebrar varias campañas de seguridad pública —entre las que estaban la Semana de la Prevención de los Fuegos, Mes Nacional de Concientización sobre la Violencia Doméstica y la Semana del Listón Rojo—.

## Vandalismo
De acuerdo con funcionarios locales, el lugar ha sido objeto frecuente de vandalismo desde que se construyó. La Cámara de Comercio de El Paso ha pedido constantemente a la comunidad no traspasar ni vandalizar el monumento, además ha indicado que es un lugar vigilado por las cámaras del Departamento de Policía de la ciudad. Tales actos consisten generalmente en romper o robar bombillas y arrojar botellas de cerveza vacías; por esas acciones, la policía ha cumplimentado citaciones judiciales.
Las autoridades locales suele ofrecer recompensas económicas a quienes puedan dar información sobre las personas que realicen los actos vandálicos.